# Hadena luteocincta
Hadena luteocincta är en fjärilsart som beskrevs av Jules Pièrre Rambur 1834. Hadena luteocincta ingår i släktet Hadena och familjen nattflyn. Inga underarter finns listade i Catalogue of Life.